# Březí (okres Žďár nad Sázavou)
Březí (německy Brzezy) je obec na Moravě v okrese Žďár nad Sázavou v Kraji Vysočina. Žije zde 192 obyvatel.

## Historie
První písemná zmínka o obci pochází z roku 1348 – tehdy byl uváděn Hroznata z Březí, který Březí koupil od Jana z Vidonína za čtyři lány. Nacházel se zde původně veliký svobodný dvůr – vladycký statek, který byl postupně dělen; tímto způsobem vznikla takřka celá vesnice ve své rozloze z roku 1900.
Na konci 17. století je zde uváděno 15 gruntů a podsedků, roku 1890 pak bylo evidováno 54 popisných čísel. Nejvyššího doloženého počtu obyvatel dosáhlo Březí v roce 1926, kdy místní kronikář uvádí 363 osob ve Březí a 69 na Ondruškách. Poté počet obyvatel klesal přes 253 obyvatel v roce 1961 na současných 183 (2006, v 74 domech).

## Obyvatelstvo
| Rok            | 1869 | 1880 | 1890 | 1900 | 1910 | 1921 | 1930 | 1950 | 1961 | 1970 | 1980 | 1991 | 2001 | 2011 | 2021 |
| -------------- | ---- | ---- | ---- | ---- | ---- | ---- | ---- | ---- | ---- | ---- | ---- | ---- | ---- | ---- | ---- |
| Počet obyvatel | 475  | 499  | 422  | 477  | 442  | 432  | 412  | 315  | 299  | 282  | 260  | 221  | 176  | 180  | 176  |
| Počet domů     | 67   | 68   | 73   | 76   | 76   | 76   | 80   | 84   | 78   | 74   | 73   | 86   | 91   | 92   | 83   |

| Rok            | 1869 | 1880 | 1890 | 1900 | 1910 | 1921 | 1930 | 1950 | 1961 | 1970 | 1980 | 1991 | 2001 | 2011 | 2021 |
| -------------- | ---- | ---- | ---- | ---- | ---- | ---- | ---- | ---- | ---- | ---- | ---- | ---- | ---- | ---- | ---- |
| Počet obyvatel | 395  | 423  | 352  | 398  | 374  | 363  | 345  | 254  | 245  | 241  | 234  | 199  | 163  | 162  | 150  |
| Počet domů     | 53   | 54   | 59   | 60   | 61   | 61   | 65   | 67   | —    | 60   | 60   | 70   | 73   | 74   | 65   |

## Školství
- Mateřská škola Březí

## Pamětihodnosti

### Kostel Jména Panny Marie
K nejvýraznějším dominantám obce patří zdejší kostel Jména Panny Marie. Vystavěn byl spolu s farou v roce 1788, do té doby spadalo Březí pod farnost v Osové Bítýšce. Vnitřní zařízení kostela bylo přivezeno z kapucínského kláštera v Jihlavě, zrušeného v rámci josefínských reforem. Zároveň zde byla zřízena škola a zavedena samostatná duchovní správa. Roku 1861 byla ke kostelu přistavěna úzká věž, je vybavena třemi zvony.

### Další pamětihodnosti
- Boží muka
- Krucifix u silnice do Rozseče
- Krucifix u polní cesty
- Smírčí kříž u polní cesty

## Části obce
- Březí
- Ondrušky

## Znak

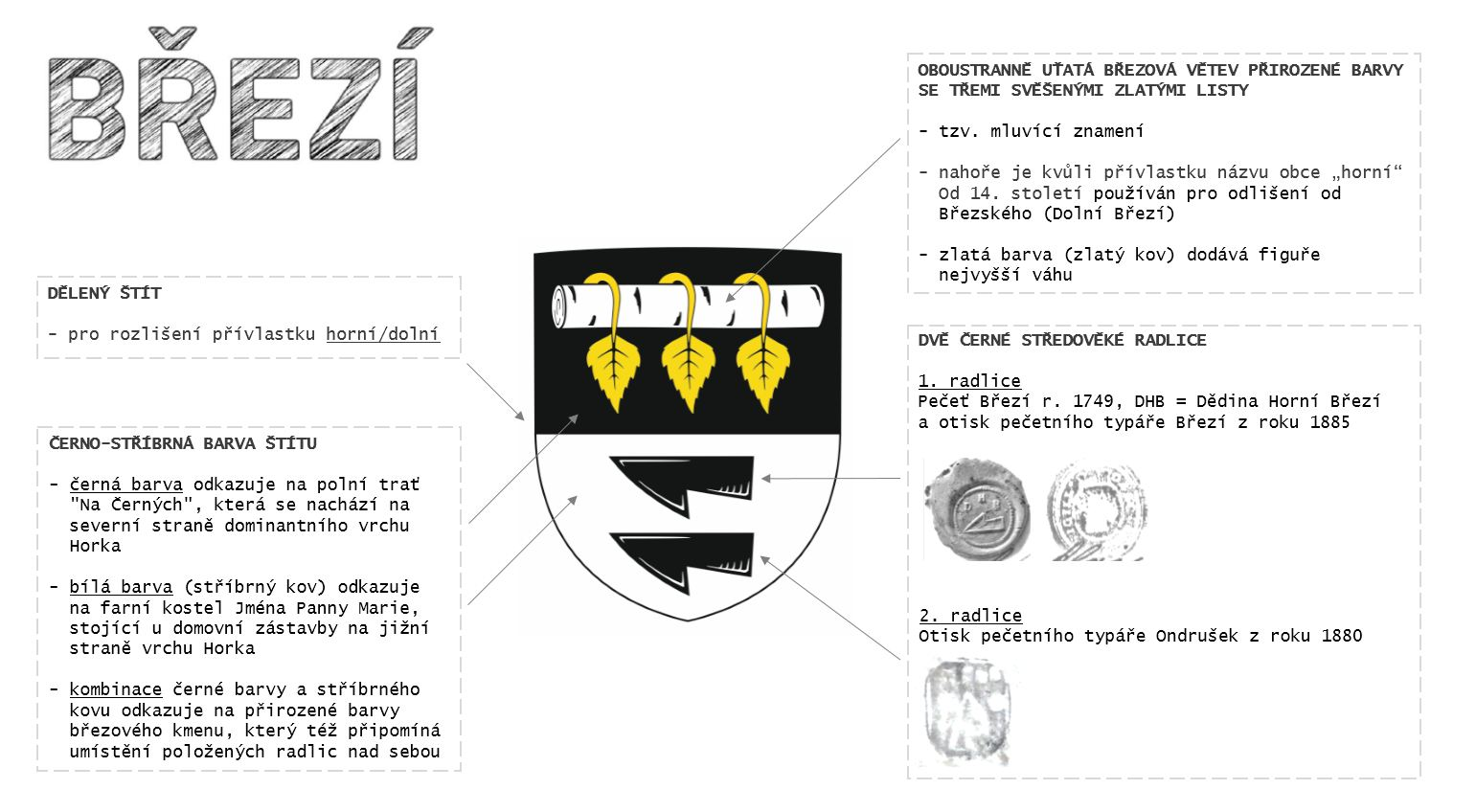
Popis znaku

V černo-stříbrně děleném štítě nahoře položená oboustranně uťatá březová větev přirozené barvy se třemi svěšenými zlatými listy, dole dvě černé, doleva obrácené a položené radlice nad sebou.

## Galerie

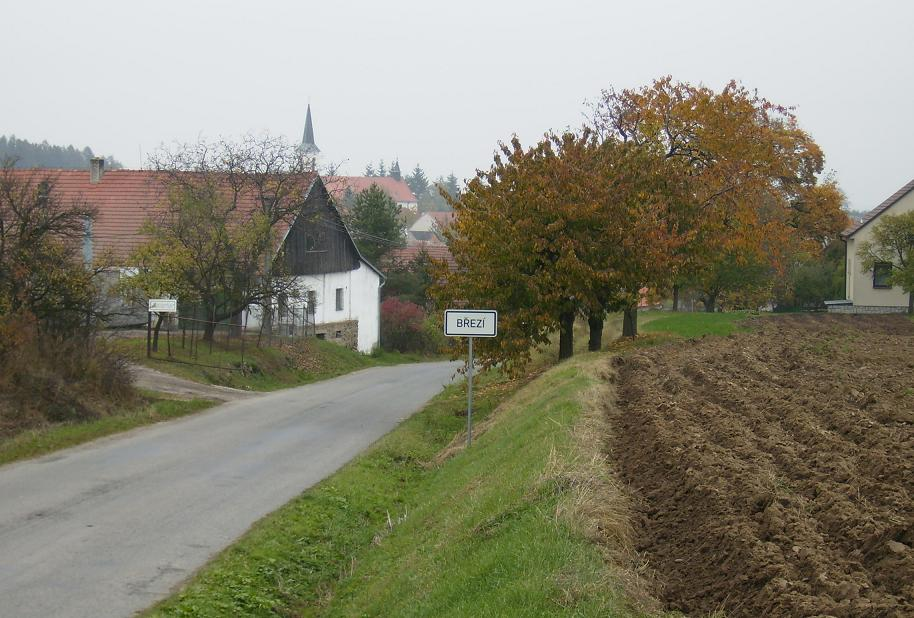
Březí
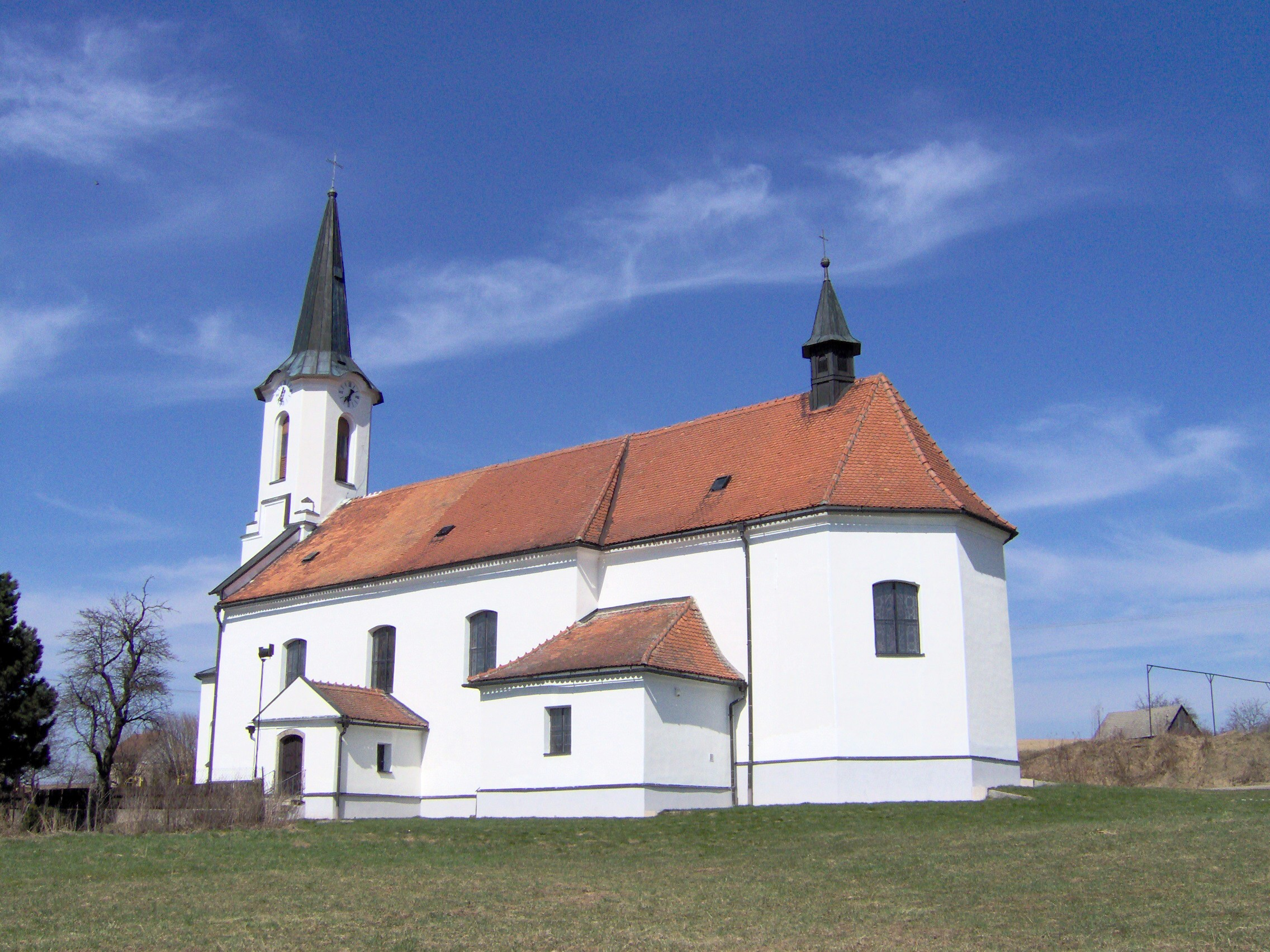
Kostel Jména Panny Marie
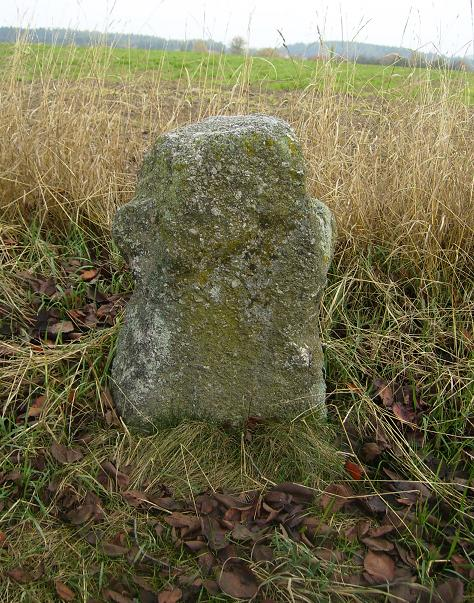
Smírčí kříž při silnici do Milešína